# Charan Singh
Chaudhary Charan Singh (Noorpur, 23 december 1902 – New Delhi, 29 mei 1987) was een Indiaas politicus, die tussen 28 juli 1979 en 14 januari 1980 de 5e premier van India was 

## Politieke carrière
Singh trad in 1929 toe tot de Congrespartij. In de daaropvolgende jaren werd hij verschillende keren gevangengezet tijdens de Indiase vrijheidsstrijd onder leiding van Mahatma Gandhi.
In 1969 verliet hij de Congrespartij en richtte hij zijn eigen partij op, Bharatiya Kranti Dal (BKD). Eind 1974 fuseerde de BKD met een aantal andere partijen om de partij Bharatiya Lok Dal te vormen, om zo de krachten te kunnen bundelen en zich beter te kunnen verzetten tegen de toen zittende regering van Indira Gandhi.
Na opnieuw een fusie ontstond in 1977 de Janata-partij, die dat jaar de algemene verkiezingen van de Congrespartij won. Morarji Desai werd namens Janata premier, Singh minister van Binnenlandse Zaken en vervolgens vicepremier. Singh ontwikkelde stevige meningsverschillen met premier Desai, en die verschillen leidden uiteindelijk tot het uiteenvallen van de Janata-regering in juni 1979 toen Singh samen met Raj Narain, de minister van Volksgezondheid, uit de regering stapte.

### Premierschap
Singh vormde in juli 1979 een coalitieregering en werd de 5e premier van India, met de steun van de Congrespartij van Gandhi. Deze steun werd echter snel ingetrokken. Na een motie van wantrouwen door het parlement en de mededeling van Indira Gandhi dat haar partij de regering niet  langer zou steunen, besloot Singh – 24 dagen in functie – om ontslag te nemen. Naar eigen zeggen beschouwde hij de handelwijze van Gandhi als een poging tot chantage: er liepen diverse strafzaken tegen haar, en de politieke crisis zou haar een drukmiddel geven om de zaken te laten vervallen. Hij bleef na zijn ontslag tijdelijk aan totdat de Congrespartij in januari 1980 de verkiezingen won en Gandhi hem formeel opvolgde.
Singh stopte met zijn politieke activiteiten na een hartinfarct in november 1985, waarvan hij nooit volledig herstelde. Hij overleed bijna twee jaar later op 84-jarige leeftijd.
- Gemeinsame Normdatei: 129604887
- International Standard Name Identifier: 0000 0001 1575 9982
- Library of Congress Control Number: n81053511
- Nationale Bibliotheek van Israël: 987007456583605171
- Nederlandse Thesaurus van Auteursnamen: 068642970
- Système universitaire de documentation: 175004056
- Virtual International Authority File: 79022216
- WorldCat: E39PBJqFTGwbdyjP6RC7BWCvpP

Jawaharlal Nehru · Gulzari Lal Nanda · Lal Bahadur Shastri · Indira Gandhi · Morarji Desai · Chaudhary Charan Singh · Rajiv Gandhi · Vishwanath Pratap Singh · Chandra Shekhar · Narasimha Rao · Atal Bihari Vajpayee · Haradanahalli Dodde Deve Gowda · Inder Kumar Gujral · Manmohan Singh · Narendra Modi